# Elena és Avalor titka
Az Elena és Avalor titka (eredeti cím: Elena and the Secret of Avalor) 2016-os amerikai számítógépes animációs crossover-es fantasy film, amelyet Jamie Mitchell rendezett. A két Disneys sorozatból a Disney Junioros Szófia hercegnőből és a Disney Channeles Elena, Avalor hercegnőjéből. A történet az utóbbiban játszódik.
Premierje az amerikai Disney Channelen 2016. november 20-án volt. Magyarországon is a Disney Channel vetítette 2016. december 3-án.
2017-ben Emmy-díjra jelölték.

## Cselekmény
Egy Shuriki nevű gonosztevő támadja meg Avalort. Megöli a királyi párt. Elena hercegnőt pedig hosszú időre egy mágikus amulettbe zárja. Körülbelül 40 év múlva az amulett egy Szófia nevű fiatal hercegnőhöz kerül. Aki rájön hogy végig egy ember volt az ékszerében. Így hát ráveszi családját hogy utazzanak el Avalor királyságba. Szófia elindul hogy kiszabadítsa Elenát az amulett fogságából. Út közben barátokra lel. Elena végül kiszabadul az amulettből és legyőzi az országa fölött uralkodó gonoszt.

## Szereplők
| Szereplő          | Eredeti hang        | Magyar hang      |
| ----------------- | ------------------- | ---------------- |
| Elena hercegnő    | Aimee Carrero       | Györfi Anna      |
| Szófia hercegnő   | Ariel Winter        | Györke Laura     |
| Shuriki           | Jane Fonda          | Bánsági Ildikó   |
| Mateo             | Joseph Haro         | Morvay Gábor     |
| Esteban kancellár | Christian Lanz      | Kautzky Armand   |
| Armando           | Joseph Nunez        | Kerekes József   |
| II. Roland király | Travis Willingham   | Laklóth Aladár   |
| Miranda királynő  | Sara Ramirez        | Zsigmond Tamara  |
| James herceg      | Tyler Merna         | Boldog Gábor     |
| Amber hercegnő    | Darcy Rose Byrnes   | Koller Virág     |
| Alakazar          | André Sogliuzzo     | Papp János       |
| Skylar            | Carlos Alazraqui    | Baráth István    |
| Migs              | Chris Parnell       | Mészáros András  |
| Luna              | Yvette Nicole Brown | Náray Erika      |
| Luisa             | Julia Vera          | Szabó Éva        |
| Rafa              | Ana Ortiz           | Csere Ágnes      |
| Zuzo              | Keith Ferguson      | Fehér Tibor      |
| Francisco         | Emiliano Diez       | Bardóczy Attila  |
| Naomi             | Jillian Rose Reed   | Andrádi Zsanett  |
| Isabel hercegnő   | Jenna Ortega        | Szűcs Anna Viola |
| Flora             | Barbara Dirikson    | Kovács Vanda     |